# Le Cercle des Mahé
Le Cercle des Mahé est un roman de Georges Simenon, paru en 1946. 

## Résumé
Le docteur Mahé, en vacances à Porquerolles avec sa femme et ses enfants, doit interrompre une partie de pêche (infructueuse) pour se rendre au chevet d'une mourante. Quand il arrive, la malheureuse est morte, son mari Frans Klamm est parti en virée à Toulon, ses trois enfants, maigres et sales, sont seuls. Il est frappé par la misère de cette famille, à peine acceptée dans la localité. Les vacances se terminent sans regret pour les Mahé, car personne n'a aimé Porquerolles. Malgré cela, l'année suivante, François Mahé décide d'y retourner, poussé par on ne sait quelle envie de se retrouver dans un endroit où cependant il sent que les choses lui sont hostiles. Ce jeu dure trois ans. 
La troisième année, les Mahé emmènent avec eux leur neveu Fred. Chez Klamm, tout a changé depuis qu'Elisabeth, la fille aînée, a pris le ménage en main. Bien qu'il ne lui ait jamais adressé la parole, François Mahé éprouve pour elle une attirance qu'il ne s'explique pas. Il s'arrange pour que son neveu rencontre Elisabeth. Lorsqu'il apprend que Fred a obtenu les faveurs de la jeune fille et qu'il a été le premier, il semble satisfait, ce qui ne l'empêche pas, troublé, d'en vouloir à son neveu. C'est qu'Elisabeth, avec sa petite robe de coton rouge, le hante depuis son premier séjour à Porquerolles. Une lettre d'un ami médecin apprend à François que sa mère est gravement malade, et les vacances sont brusquement interrompues pour le retour à Saint-Hilaire où habite la famille du docteur Mahé. 
Petit à petit, celui-ci prend conscience de l'emprise que sa mère et son entourage à elle ont exercée sur sa destinée, jusqu'à lui faire épouser une femme soumise et incolore. La mort de sa mère précipite en lui le refus de rester prisonnier du cercle de gens et de choses qu'elle a construit pendant sa vie autour de lui. Revenu avec sa famille à Porquerolles, où il essaie en vain de voir Elisabeth, qui est partie travailler et vivre à Hyères, il rachète le cabinet du médecin de l'île pour s'y fixer, à des conditions désavantageuses qu'il n'aura pas l'occasion de regretter. Car le lendemain, il se libère tout à fait du cercle des Mahé et rejoint symboliquement Elisabeth, en se laissant couler au cours d'une pêche en barque (fructueuse cette fois). On croira à un accident. « C'était une histoire d'amour... ».

## Aspects particuliers du roman
L’action est sous-tendue par le thème du clan familial, « cercle sacré, infranchissable », que le héros arrive pourtant à franchir à la faveur d’une inclination amoureuse, mais trop tard, et au prix de sa vie.
On notera le rôle du rêve comme catalyseur du subconscient, ainsi que l’image obsessionnelle du fond de l’eau en début et en fin de roman. 

## Fiche signalétique de l'ouvrage

### Cadre spatio-temporel

#### Espace
Porquerolles. Saint-Hilaire (Vendée). Hyères.

#### Temps
Époque contemporaine.

### Les personnages

#### Personnage principal
François Mahé. Docteur en médecine. Marié, une fille et un garçon. 32 ans au début du roman.

#### Autres personnages
- Hélène Mahé, épouse de François
- Mme Mahé, mère de François,
- Frans Klamm, ex-légionnaire, 52 ans, trois enfants
- Elisabeth, fille aînée de Frans Klamm, adolescente au début du roman
- Fred, 19 ans, étudiant en droit, neveu de François.

## Éditions
- Édition originale : Gallimard, 1946
- Folio Policier n° 99, 1999  (ISBN 978-2-07-040821-4)
- Tout Simenon, tome 25, Omnibus, 2003  (ISBN 978-2-258-06110-1)
- Romans durs, tome 6, Omnibus, 2012  (ISBN 978-2-258-09360-7)
- Romans durs, tome 6, Omnibus, 2023  (ISBN 978-2-258-20263-4)

## Source
- Maurice Piron, Michel Lemoine, L'Univers de Simenon, guide des romans et nouvelles (1931-1972) de Georges Simenon, Presses de la Cité, 1983, p. 124-125  (ISBN 978-2-258-01152-6)